# Покровка (Ивнянский район)
Покровка — село в Ивнянском районе Белгородской области России, административный центр Покровского сельского поселения.

## География
Село Покровка расположено на отрогах Среднерусской возвышенности, у истоков реки Ворсклы. Находится в 43 километрах от райцентра Ивни. Рядом с селом проходит автодорога федерального значения М2 и железная дорога. 

## История
Покровка – первоначально село Покровское – возник в 1646 году, в период второго заселения «Дикого поля». Название село получило в честь праздника Покрова Пресвятой Богородицы. В селе было 216 дворов и 548 жителей. 
В 1861 году число жителей Покровки составляло 623 человека.
В конце XIX века в селе имелась церковно-приходская школа.
В сентябре 1941 года территория Покровского сельсовета была оккупирована немецкими войсками. В феврале 1943 года Покровка была освобождена советскими войсками.
Летом 1943 года село вновь оккупировано фашистами.
6–7 июля 1943 года 14-я истребительная противотанковая артиллерийская бригада, под командованием полковника В.И. Заботина, заняла оборону у высоты 264.5, расположенной возле села.
12 июля 1943 года, в 14 часов дня 11-я гвардейская механизированная бригада под командованием полковника Н.В. Грищенко вышла к селу Покровка и в течение дня село было вновь освобождено.

## Население
В 1861 году число жителей Покровки составляло 623 человека. По данным 1890 года, в селе проживало 856 мужчин и 849 женщин.
| 2002 | 2010 |
| ---- | ---- |
| 923  | ↘880 |

## Достопримечательности
- Храм Покрова Пресвятой Богородицы (1856 г., либо 1872 г.)[3]